# Еден Хасон
Еден Хасон (хебр. עדן חסון; Пардес Хана Каркур, 25. август 1994) израелски је кантаутор и музички продуцент.

## Биографија
Рођен је 25. августа 1994. године у религиозној породици сефардског порекла у Пардес Хана Каркуру. Отац му је возач камиона, а мајка васпитачица у обданишту. Током служења војног рока био је стациониран у ваздухопловној бази у Мицпе Рамону, где је био део одреда за хитне случајеве.

## Дискографија
- (2019)
- (2021)